# (29453) 1997 RU6
1997 أر يو 6 (ويعرف أيضًا باسم (29453) 1997 أر يو 6 وفق تسمية الكوكب الصغير) (بالإنجليزية: 1997 RU6)‏ هو كويكب ضمن حزام الكويكبات؛ وترتيبه 29453 من حيث الاكتشاف.
اكتُشف هذا الجُرم الفلكي بواسطة أنخيل لوبيز خيمينيز في 5 سبتمبر 1997.

## وصلات خارجية
- (29453) 1997 RU6 في قاعدة بيانات مختبر الدفع النفاث لأجرام النظام الشمسي الصغيرة

- الاكتشاف · مخطط المدار ·  العناصر المدارية · المعلمات المادية

- (29453) 1997 RU6 على موقع ويكي سكاي: DSS2, SDSS, GALEX, IRAS, Hydrogen α, X-Ray, Astrophoto, Sky Map, Articles and images